# Friedrich Gärtner (Maler)

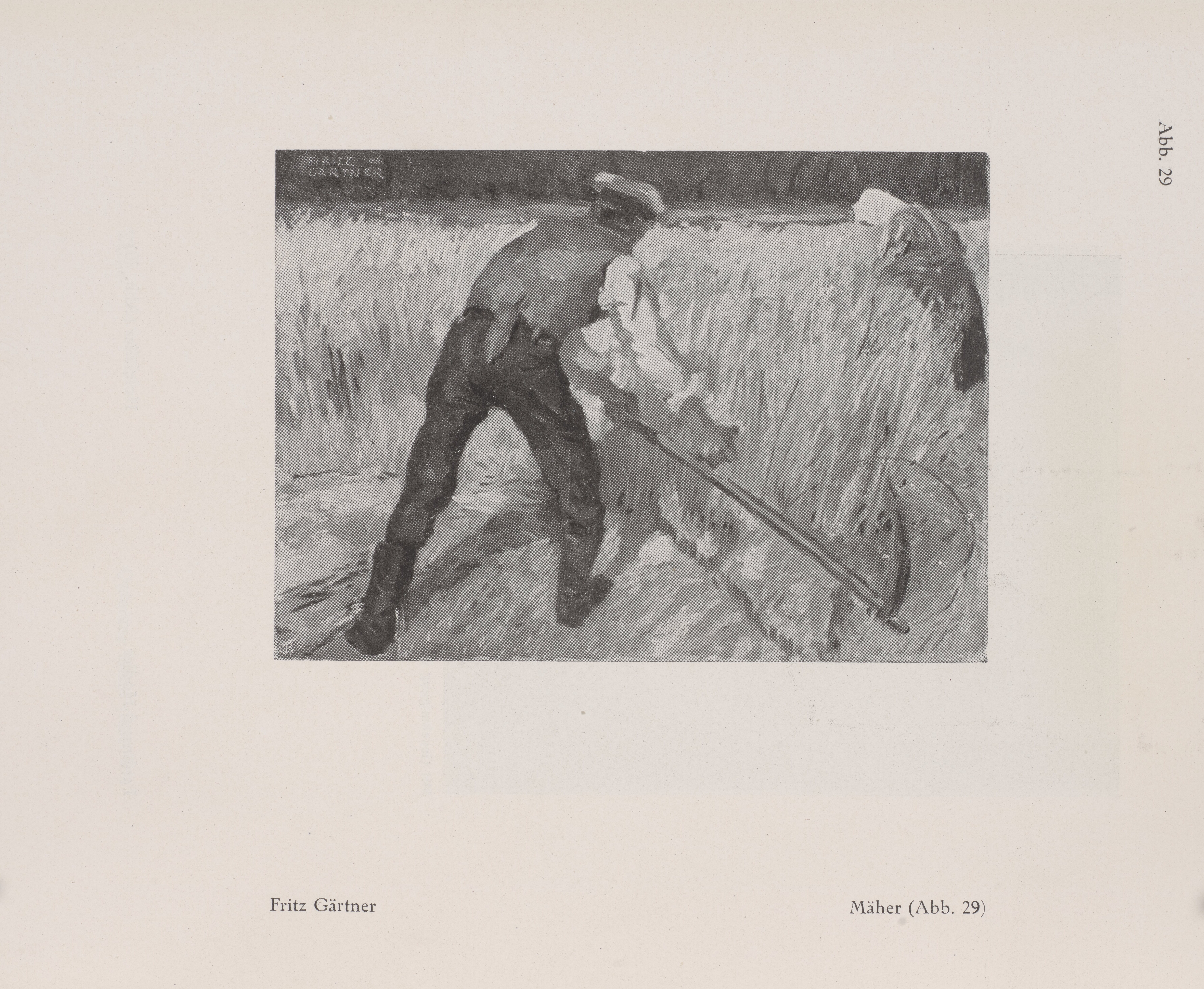
Gemälde "Mäher" von Fritz Gärtner

Friedrich „Fritz“ Gärtner (* 11. Januar 1824 in München; † 1905 ebenda) war ein deutscher Architektur- und Landschaftsmaler.

## Leben
Friedrich Gärtner studierte zunächst bei seinem Vater, dem bekannten Münchner Architekten Friedrich von Gärtner, Architektur. 1840/41 begleitete er diesen auf Reisen nach Italien und Griechenland. Er studierte ab 1841 in München an der Königlichen Akademie der Bildenden Künste. Dort war er Schüler im Atelier des Marinemalers Niels Simonsen. Um 1846/47 wurde Gärtner in Paris Schüler des Genremalers Claudius Jacquand. Doch schon 1848 reiste er mit dem Maler Eduard Gerhardt nach Spanien, Nordafrika und schließlich London. Seiner Rückkehr nach Paris im Jahr 1851 schloss sich ein Aufenthalt bis etwa 1857 an. Danach war Gärtner wieder in München ansässig. 1870 reiste er noch einmal nach Nordafrika.
Friedrich Gärtner gehörte auch zu den frühen Mitgliedern des Deutschen Künstlerbundes.

## Werke (Auswahl)
- Innenansicht einer Pariser Kirche, 1852, Öl/Lw, 25,8 × 23,6 cm, Verbleib unbekannt